# Umestan

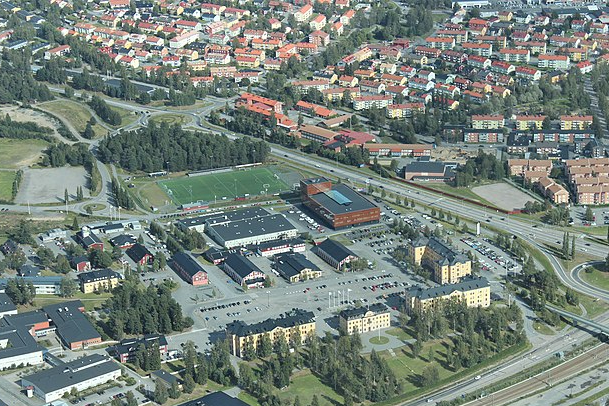
Flygfoto över Umestan samt Haga.

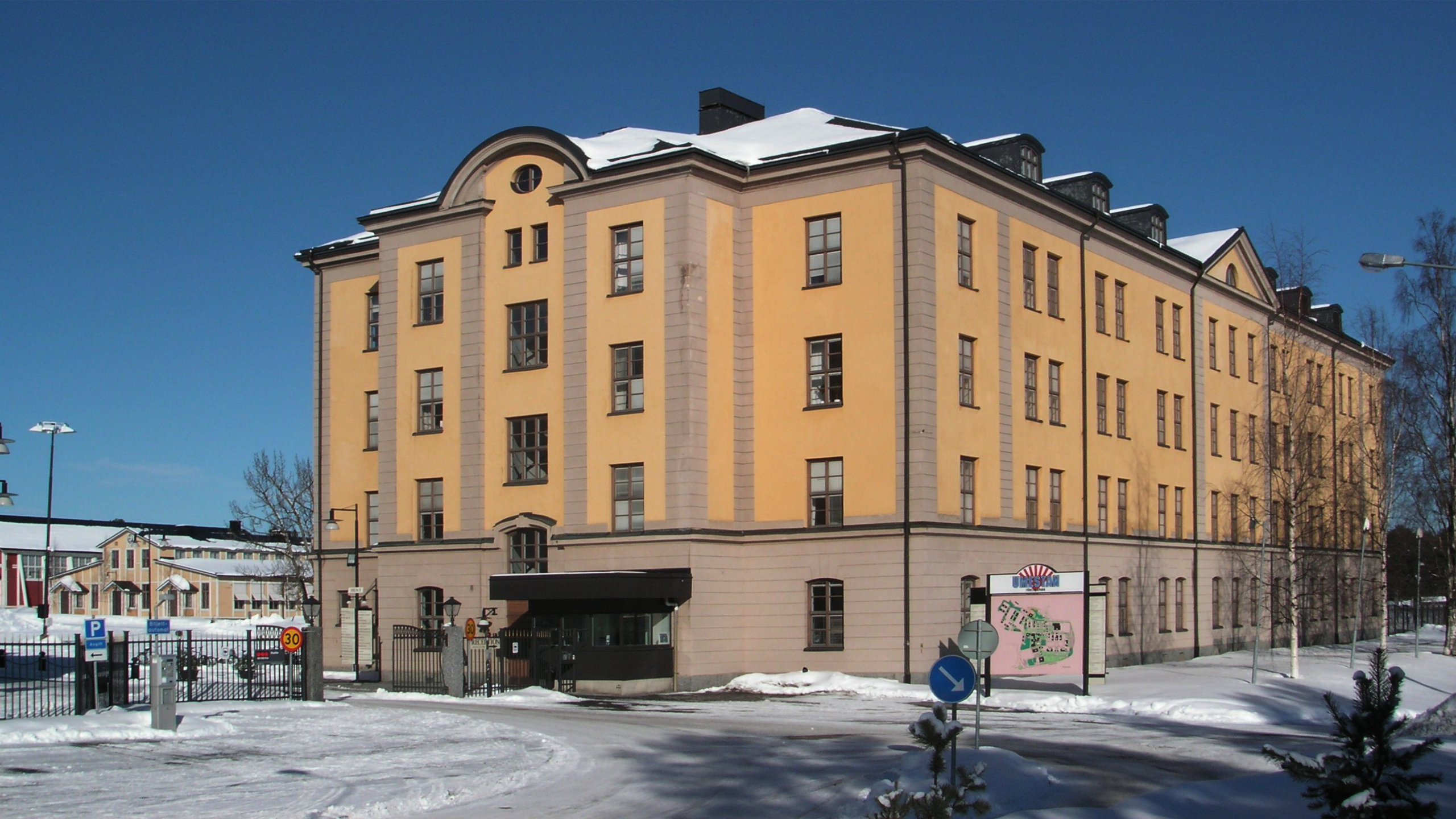
Regementsbyggnaden, den från väg 503 (tidigare E4) synligaste delen av Umestan.

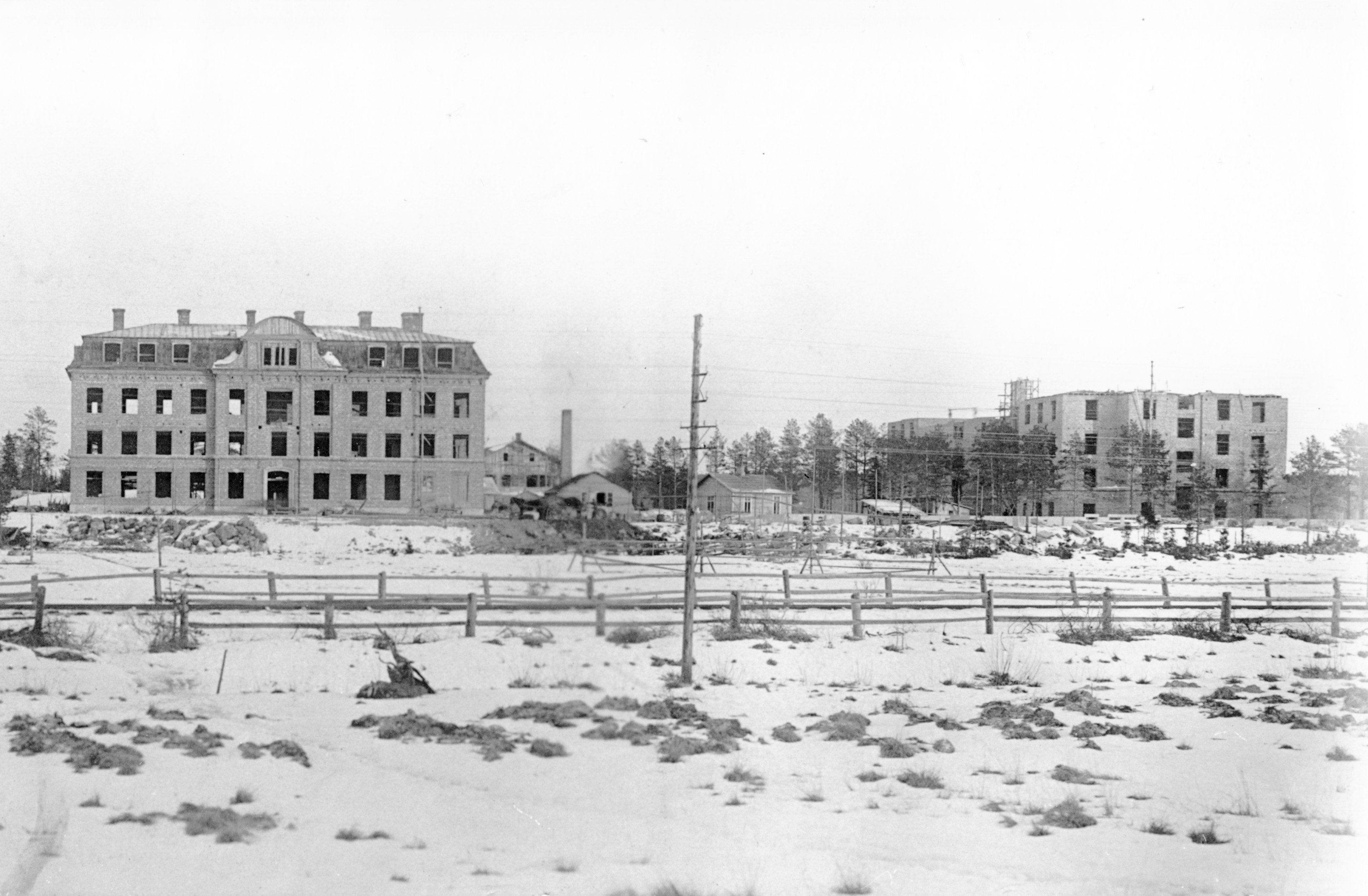
Västerbottens regementes kaserner under byggnad år 1907

Umestan är en företagspark som ingår i stadsdelen Regementet i Umeå. Umestan är således ingen stadsdel. Företagsparken övertog lokalerna efter Västerbottens regemente (I 20) när det 1998 reducerades till att enbart omfatta en försvarsområdesstab.
På området huserar idag runt 130 företag i olika storlek, bland annat teatergruppen Profilteatern, planetariet och observatoriet Umevatoriet, en gymnasieskola (Midgårdsskolan), tre grundskolor (Prolympia, Primaskolan, Östtegsskola) samt delar av polisutbildningen vid Umeå universitet, som bedrivs på uppdrag av Rikspolisstyrelsen.
Restaurang Umestan ligger mellan de två skolbyggnaderna och fungerar som matsal för de fyra nämnda skolorna, polisutbildningens elever och besökare. 
På Umestan företagspark finns också ett konferenshus, Hus 17, med ett flertal konferensrum för små och stora grupper.
År 2012 sålde Umeå kommun företagsparken till Lerstenen för 470 miljoner kronor.